# Блумфилд, Теодор Роберт
Теодор Роберт Блумфилд (англ. Theodore Robert Bloomfield; 14 июня 1923, Кливленд — 1 апреля 1998, Уоррентон, штат Орегон) — американский дирижёр.
Учился в Оберлинском колледже, затем в Джульярдской школе у Эдгара Шенкмана и наконец у Пьера Монтё. В 1946 г. Монтё исполнил с Сан-Францисским симфоническим оркестром сделанное Блумфилдом оркестровое переложение Токкаты и фуги до мажор Иоганна Себастьяна Баха. Блумфилд также учился фортепиано под руководством Клаудио Аррау.
В 1946 г. Блумфилд был избран из более чем 100 претендентов в ассистенты главного дирижёра Кливлендского оркестра Джорджа Селла. Он также руководил в 1947—1952 г. Кливлендским малым симфоническим оркестром, а как пианист аккомпанировал Личии Альбанезе.
В 1955—1959 гг. Блумфилд возглавлял Орегонский симфонический оркестр, пополнив на протяжении четырёх сезонов репертуар оркестра 62 новыми сочинениями. В 1959—1963 гг. Блумфилд руководил Рочестерским филармоническим оркестром, затем работал, главным образом, в Германии: руководил оркестрами Гамбургской оперы в 1964—1966 гг., Франкфуртской оперы в 1967—1968 гг., а в 1975—1983 гг. был главным дирижёром Берлинского симфонического оркестра.